# خوزه ایگناسیو کاستیو
خوزه ایگناسیو کاستیو (انگلیسی: José Ignacio Castillo؛ زادهٔ ۱۱ آوریل ۱۹۷۵) بازیکن فوتبال اهل آرژانتین است.
از باشگاه‌هایی که در آن بازی کرده‌است می‌توان به باشگاه فوتبال تراپانی، باشگاه فوتبال فیورنتینا، باشگاه فوتبال لچه، باشگاه فوتبال فروزینونه، باشگاه فوتبال باری، و باشگاه فوتبال پیزا اشاره کرد.